# Fagersta, Hofors kommun
För andra betydelser, se Fagersta (olika betydelser)
Fagersta (även Fagersta by) är en småort i Torsåkers socken i Hofors kommun, Gävleborgs län. Byn ligger nära Sänkmossegruvan och även Storstreckgruvans malmtrakt.